# Horologija
Horologija ('preučevanje časa', povezano z latinskim horologium iz grščine ὡρολόγιον, 'instrument za določanje ure', iz ὥρα hṓra 'ura, čas' in -o- interfiks in pripona -logija) je proučevanje merjenja časa. Stolpne ure, ročne ure, urni mehanizmi, sončne ure, peščene ure, klepsidre, merilniki časa, snemalniki časa, pomorski kronometri in atomske ure so vsi primeri instrumentov, ki se uporabljajo za merjenje časa. V sedanji uporabi se horologija nanaša predvsem na preučevanje mehanskih naprav za merjenje časa, medtem ko kronometrija širše vključuje elektronske naprave, ki so v veliki meri izpodrinile mehanske ure za najboljšo natančnost in natančnost pri vodenju časa.
Ljudje, ki jih zanima horologija, se imenujejo horologi. Ta izraz uporabljajo tako ljudje, ki se poklicno ukvarjajo z merilniki časa (urarji), kot tudi ljubitelji in učenjaki horologije. Horologija in horologi imajo številne organizacije, tako poklicna združenja kot tudi bolj znanstvena društva. Največja horološka organizacija s članstvom na svetu je NAWCC, Nacionalno združenje zbiralcev ur, ki ima sedež v ZDA, ima pa tudi lokalne oddelke drugje po svetu.

## Zgodovina
Industrijska proizvodnja ur se ne začne z žepnimi urami, temveč z velikimi urami. Matična država urarske industrije so ZDA. Leta 1804 je urar Ely Terry (1772-1852) prejel naročilo za dostavo 4000 ur. Za to je razvil urne mehanizme z zamenljivimi deli. S pomočjo strojev in naprav so bili posamezni deli izdelani tako natančno, da jih je bilo mogoče sestaviti brez naknadne obdelave. Ta sistem zamenljivih komponent je eno ključnih načel industrijske proizvodnje.
Ko se je medenina, ki je bila do takrat draga, zaradi industrijske proizvodnje okoli leta 1835 pocenila, so nastali tudi kovinski urni mehanizmi z zamenljivimi deli. Kolesa in plošče so bili obdelani s prebijanjem in upogibanjem. Dela je lahko postalo v skladu s tem poceni. Ta 'ameriška gibanja' so postala vzor za industrijsko urarstvo celo v Evropi in Aziji. Toda najprej so v globoko krizo potisnili tradicionalno obrtno proizvodnjo in doslej zelo uspešno domačo proizvodnjo ur v Schwarzwaldu. V številnih majhnih delavnicah v Schwarzwaldu so od druge polovice 18. stoletja izdelovali veliko število lesenih ur, ki so bile po zaslugi delitve dela in poenostavljene gradnje cenovno neprimerljive do prve industrijsko izdelane ure.
S primerljivimi težavami se je soočala tudi proizvodnja žepnih ur v Švici, ki je bila prevladujoča v Evropi s centri v Ženevi in Juri. Tudi tu je bila proizvodnja prenosnih ur organizirana po delitvi dela in v nekaterih primerih že mehanizirana. Leta 1777 je Frédéric Japy (1749–1812) v Beaucourtu na francoski strani Jure začel izdelovati prazne dele za premikanje žepnih ur z uporabo inovativnih strojev. Posamezni delovni koraki so bili poenostavljeni, tako da so lahko »ženske, starejši in celo slepi ljudje« s preprostim ročajem izdelovali posamezne dele urnega mehanizma. Številke proizvodnje so dobesedno eksplodirale. Leta 1780 je Japy izdelal 30.000 kosov, leta 1806 več kot 150.000 kosov. Takrat je zaposloval že 500 delavcev. Že prvi korak k industrializaciji proizvodnje ur je privedel do padca cen žepnih ur.
Uspešna švicarska urna regija je okoli leta 1870 zašla v globoko krizo. Leta 1872 je bilo v ZDA še vedno mogoče dostaviti 366.000 ur, leta 1875 pa le 70.000. Razlog za to: ZDA so v tovarnah uspešno začele izdelovati ure s pomočjo posebnih strojev in največje delitve dela. Od svetovne razstave leta 1876 v Filadelfiji, na kateri je bila zgrajena vzorčna produkcija podjetja Waltham Watch Company, je švicarska delegacija neusmiljeno poročala: »V Ameriki delate bolje in ceneje«. Obremenitev na žepno uro v ZDA je bila 20 ur v primerjavi z do 75 ur v Švici, kjer je 75 % zaposlenih še vedno delalo od doma. V Švici se je začelo premišljevati. Vse več tovarn ur je z uspehom prešlo na ameriški proizvodni sistem: že leta 1900 je švicarska urarska industrija znova izrinila ZDA.
Domača urarska industrija v Schwarzwaldu je šla skozi primerljivo krizo, dokler proti koncu 19. stoletja po ameriškem vzoru niso prevladale tudi metode industrijske proizvodnje.
V večjih delih 20. stoletja je proizvodnja ur v Schwarzwaldu prevladovala v izvozu velikih ur (budilke, stenske ure in stoječe ure), medtem ko so bile žepne in ročne ure v glavnem iz Švice. Tovarne ur v ZDA so proizvajale predvsem za domači trg. Pomembna konkurenca je nastala v nastajajoči japonski industriji ur. Toda v skoraj vseh evropskih državah in v tujini so bile tudi tovarne ur.
S prehodom s tradicionalnih mehanskih ur na elektronske ure (ključna beseda: kremenčeva kriza) v zadnji tretjini 20. stoletja sta evropska in ameriška urna industrija, razen nekaj ostankov, popolnoma izginili. Samo nišni ponudniki, kot je Swatch, so se lahko obdržali pred ogromno azijsko konkurenco. Okoli leta 1990 se je začela renesansa mehanske ročne ure, ki je pri moških še posebej priljubljena kot visokocenovna dodatna oprema. Številčno gledano pa luksuzne ure iz Švice in drugod ne igrajo nobene vloge v celotni proizvodnji ur.

## Danes
Tako kot v drugih industrijskih panogah je tudi danes urarstvo zelo avtomatizirano; človeške dejavnosti v tovarniških halah so omejene na logistiko in pripravo dela ter nadzor in vzdrževanje. V smislu trga so danes proizvodnja in prodaja ur globalizirani. Najnovejši igralci so nekatere nastajajoče azijske države, v prvi vrsti pa seveda hitro nastajajoča Kitajska. Iz Azije ne prihajajo samo originalne ali poceni ure, v precejšnji meri tudi cenejši ponaredki priznanih evropskih blagovnih znamk, kar evropskim proizvajalcem vse bolj povzroča preglavice in pravne stroške.
Švicarska urna industrija je spet gospodarski dejavnik v značilnih regijah proizvodnje ur. Leta 2015 je bilo skupaj izvoženih 28,1 milijona ur za 21,5 milijarde CHF; svetovni trg je ocenjen na 1,2 milijarde kosov. Je največji izvoznik ur na svetu po vrednosti in tretji največji izvoznik ur po količinah in zaposluje približno 60.000 ljudi.

## Muzeji in knjižnice
Obstaja veliko muzejev horologije in več specializiranih knjižnic, posvečenih tej temi. Eden od primerov je Royal Greenwich Observatory, ki je tudi izvor prvega poldnevnika (zemljepisna dolžina 0 ° 0 ' 0 "), in dom prvih morskih merilnikov časa, ki so dovolj natančni za določanje dolžine (John Harrison). Drugi horološki muzeji na območju Londona so Clockmakers' Museum, ki se je ponovno odprl v Muzeju znanosti oktobra 2015, horološke zbirke v Britanskem muzeju, Science Museum (London) in Wallace Collection.
V Uptonu v Veliki Britaniji je na sedežu Britanskega horološkega inštituta in Muzej merjenja časa.
Eden obsežnejših muzejev, posvečenih horologiji, je Musée international d'horlogerie v La Chaux-de-Fonds (Švica). Musée d'Horlogerie du Locle je manjši, vendar se nahaja v bližini. Eden boljših horoloških muzejev v Nemčiji je Deutsches Uhrenmuseum v Furtwangen im Schwarzwald v Schwarzwaldu. Dva vodilna specializirana urološka muzeja v Severni Ameriki sta National Watch and Clock Museum v Kolumbiji, Pensilvanija in American Clock and Watch Museum v Bristolu v Connecticutu.
V mestu Besançon na vzhodu Francije je Musée du Temps (zgodovinski muzej) v zgodovinski palači Grenvelle.
Primer muzeja, posvečenega določeni vrsti ure, je Cuckooland Museum v Veliki Britaniji, v katerem je največja svetovna zbirka starinskih ur s kukavicami.
Ena najobsežnejših horoloških knjižnic, odprtih za javnost, je National Watch and Clock Library v Kolumbiji v Pensilvaniji. Druge dobre horološke knjižnice, ki zagotavljajo javni dostop, so v Musée international d'horlogerie v Švici, v Deutsches Uhrenmuseum v Nemčiji in v Guildhall Library v Londonu.
Drug muzej, posvečen uram, je Willard House and Clock Museum v Graftonu v Massachusettsu.

## Organizacije
Pomembne znanstvene horološke organizacije so:
- Ameriški urarski inštitut – American Watchmakers-Clockmakers Institute - AWCI (Združene države Amerike)
- Antikvarsko horološko društvo – Antiquarian Horological Society - AHS (Združeno kraljestvo)
- Britanski horološki inštitut – British Horological Institute - BHI (Združeno kraljestvo)
- Kronometrofilija – Chronometrophilia (Švica)
- Deutsche Gesellschaft für Chronometrie - DGC (Nemčija)
- Horološko društvo v New Yorku – Horological Society of New York - HSNY (Združene države Amerike)
- Nacionalno združenje zbiralcev ur – National Association of Watch and Clock Collectors - NAWCC (Združene države Amerike)
- UK Horology - UK Clock & Watch Company s sedežem v Bristolu

## Svetovne razstave
- BaselWorld
- Geneva Time Exhibition
- Salon International de la Haute Horlogerie (SIHH)